# Veselin Gatalo
Veselin Gatalo (Mostar, 16. prosinca 1967.), srpski je književnik iz BiH.

## Životopis
Veselin Gatalo rodio se u Mostaru 1967. godine. Osnovnu i srednju školu završio je u Mostaru. Upisao je strojarski fakultet u Mostaru kojeg ne završava zbog ratnih zbivanja.
Aktivan je u medijima kao intelektualac, piše kolumne, gostuje na TV-u te kritički komentira aktualna društvena i politička pitanja.
Bio je jedan od urednika emisije REFLEX na OBN televiziji, pisao za Status, mostarski tjednik Republika, Motrišta, Zarez, Album, Kolaps, NIN, Slobodnu Bosnu, Fantom slobode, list Azra, portale Buka, Bljesak i Poskok te druga izdanja, za francuski Hopala, češki časopis Kartki i druge.

## Djela
- Vrijeme mesinganih perli, Naklada IPC, Sarajevo, 1998.
- Siesta, Fiesta, Orgasmo, Riposo, Naklada ZORO, Zagreb-Sarajevo, 2004.
- Rambo, Drumski i Onaj treći, Naklada Zoro, Zagreb-Sarajevo, 2005.
- "Ja sam pas… I zovem se Salvatore, Naklada Šahinpašić, Sarajevo, 2005.
- GETO, Naklada AGM, Zagreb, 2006.
- Kmezavi narednici, Naklada Šahinpašić, Sarajevo, 2006.
- Cefe Oxygen, Naklada WARP, Zagreb, 2007.
- Priče za nemirnu noć, Naklada Planjax - IPC, Sarajevo, 2008.
- Polja čemerike, Naklada Samizdat B92, Beograd, 2008.
- Vuk Naklada TKD -  Šahinpašić, Sarajevo, 2009.
- Slika s uspomenom, Naklada Maunagić, Sarajevo, 2009.
- Princeza od zida: roman, Sarajevo-Zagreb, 2010.
- Ženska strana svijeta: studija ženske nevolje jugoistočno od Slovenije, Šahinpašić, Sarajevo, 2013.

## Nagrade
2007. osvojio je Nagrada SFERA za najbolji SF roman "Geto".

## Zanimljivosti
- Zajedno je s Ninom Raspudićem i mostarskom udrugom Urbani pokret inicirao podizanje spomenika Bruceu Leeju u Mostaru.

## Vanjske poveznice
- art-anima.com: Veselin Gatalo  Arhivirana inačica izvorne stranice od 14. kolovoza 2014. (Wayback Machine)